# Óndra Łysohorsky
Óndra Łysohorsky, vlastním jménem Ervín Goj, (6. července 1905 Frýdek – 19. prosince 1989 Bratislava) byl lašský básník, překladatel a pedagog. Své básně psal v lašském idiolektu a německy. Některé své básně do němčiny přeložil.

## Život
Narodil se jako deváté dítě horníka Josefa Goje a Aloisie Palikové. Po středoškolských studiích ve Frýdku, Místku, Ostravě a po promoci a získání doktorátu na Německé univerzitě v Praze se natrvalo usadil na Slovensku.
Od konce roku 1930 až do nacistické okupace působil jako profesor nejprve v Kremnici, potom v Bratislavě, kde začal spolupracovat s levicovým tiskem. 30. července 1939 byl propuštěn ze státní školské služby. V září 1940 začal přednášet na První státní moskevské pedagogické vysoké škole cizích jazyků. Na jaře 1944 byl povolán na Vysokou vojenskou školu cizích jazyků Rudé armády. Na obou vysokých školách v Moskvě působil až do 30. května 1946. Po návratu do vlasti byl devět měsíců bez zaměstnání. Nakonec dostal místo na gymnáziu, vedl však kursy němčiny pro učitelky mateřských škol.
Psal ve specifickém jazyce, tzv. spisovné laštině (poetický idiolekt), který se zakládal na lašském nářečí. Používal i specifický pravopis, který vykazoval české i polské rysy, používal např. polského w místo českého v, českého ě anebo specifického písmena é (např. ve slově sérco tj. srdce). Chtěl, aby se na základě toho co napsal, kodifikovala a vznikla spisovná verze pro lašský národ. Jeho laština se do jisté míry rozšířila i jiným literátům např. Josefa Šinovskému, Janu Stunavskému a Bohumila Marka.
Jeho verše byly přeloženy do 30 světových jazyků, byl členem mnoha literárních organizací, získal dva čestné doktoráty a v roce 1970 byl nominován na Nobelovu cenu za literaturu.
Zemřel po těžké a dlouhodobé nemoci v Bratislavě 19. prosince 1989. Byl uložen do rodinného hrobu na frýdeckém hřbitově.